# 蕭紫萱
蕭紫萱（Valeree Siow，2002年3月18日—），馬來西亞女子羽毛球運動員。

## 簡歷
2021年5月，蕭紫萱與羅迎箢合作出戰斯洛文尼亞羽毛球國際賽的女子雙打項目，他們在決賽中以2比1（21比11、21比15）擊敗了賽會3號種子兼丹麥的伊莎贝拉·尼尔森/玛丽·路易丝·斯蒂芬森組合，奪得他們在國際賽上的首座冠軍。
2021年8月，蕭紫萱與羅迎箢以及葉睿慶分別出戰拉脫維亞羽毛球國際賽的女雙和混雙項目。在女雙決賽中，他們以2比0（21比7、21比17）戰勝意大利組合Martina Corsini/Judith Mair。在混雙決賽中，他與葉睿慶同樣以2比0（22比20、21比15）戰勝隊友Muhammad Nurfirdaus Azman/羅迎箢，成為此賽事的雙料冠軍。

## 主要比賽成績
只列出曾進入準決賽的國際賽事成績：
| 年份   | 賽事                       | 公開賽級別 | 項目     | 搭檔   | 成績   |
| ------ | -------------------------- | ---------- | -------- | ------ | ------ |
| 2021年 | 斯洛文尼亞羽毛球國際賽     | 國際系列賽 | 女子雙打 | 羅迎箢 | 冠軍   |
| 2021年 | 拉脫維亞羽毛球國際賽       | 未來系列賽 | 女子雙打 | 羅迎箢 | 冠軍   |
| 2021年 | 拉脫維亞羽毛球國際賽       | 未來系列賽 | 混合雙打 | 葉睿慶 | 冠軍   |
| 2021年 | 希臘羽毛球國際賽           | 未來系列賽 | 女子雙打 | 羅迎箢 | 冠軍   |
| 2021年 | 希臘羽毛球國際賽           | 未來系列賽 | 混合雙打 | 葉睿慶 | 冠軍   |
| 2021年 | 哈爾科夫羽毛球國際賽       | 國際系列賽 | 女子雙打 | 羅迎箢 | 準決賽 |
| 2021年 | 哈爾科夫羽毛球國際賽       | 國際系列賽 | 混合雙打 | 葉睿慶 | 冠軍   |
| 2022年 | 賽義德·莫迪羽毛球國際賽    | 超級300賽  | 女子雙打 | 羅迎箢 | 準決賽 |
| 2022年 | 亞洲羽毛球團體錦標賽       | 其他       | 女子團體 | －     | 季軍   |
| 2022年 | 馬來西亞羽毛球國際挑戰賽   | 國際挑戰賽 | 混合雙打 | 葉睿慶 | 準決賽 |
| 2023年 | 蘇迪曼盃                   | 其他       | 混合團體 | －     | 季軍   |
| 2023年 | 南特羽毛球國際挑戰賽       | 國際挑戰賽 | 混合雙打 | 葉睿慶 | 準決賽 |
| 2023年 | 馬爾代夫羽毛球國際系列賽   | 國際系列賽 | 女子雙打 | 吳佩琪 | 亞軍   |
| 2023年 | 印尼羽毛球國際挑戰賽       | 國際挑戰賽 | 混合雙打 | 葉睿慶 | 準決賽 |
| 2023年 | 印尼棉蘭羽毛球大師賽       | 超級100賽  | 混合雙打 | 葉睿慶 | 冠軍   |
| 2024年 | 東南亞大學運動會羽毛球比賽 | 其他       | 女子團體 | －     | 銀牌   |
| 2024年 | 東南亞大學運動會羽毛球比賽 | 其他       | 女子雙打 | 李欣潔 | 銀牌   |

| 2018-2026年 | 總決賽 | 超級1000賽 | 超級750賽 | 超級500賽 | 超級300賽 | 超級100賽 | 國際挑戰賽 | 國際系列賽 | 未來系列賽 | 其他 |

### 奧運會和世錦賽參賽紀錄
|          | 搭檔   | 2022 |
| -------- | ------ | ---- |
| 女子雙打 | 羅迎箢 | 64強 |

## 外部連結
- 蕭紫萱的Instagram帳戶